# Posta Fibreno
Posta Fibreno là một đô thị ở tỉnh Frosinone trong vùng Lazio, có vị trí cách khoảng 100 km về phía đông của Roma và khoảng 30 km về phía đông của Frosinone. Tại thời điểm ngày 31 tháng 12 năm 2004, đô thị này có dân số 1.248 người và diện tích là 9,1 km².
Posta Fibreno giáp các đô thị: Alvito, Broccostella, Campoli Appennino, Fontechiari, Vicalvi.